# Bornholms Kunstmuseum
Il Bornholms Kunstmuseum è un museo d'arte situato a Bornholm, in Danimarca, sul Helligdomsklipperne, a circa 6 km a nord ovest di Gudhjem.

## Descrizione
La collezione permanente del Bornholms Kunstmuseum consiste prevalentemente di opere pittoriche di artisti che abbiano avuto un legame con la città di Bornholm, tra gli inizi del XIX secolo fino ai giorni nostri. 
Un'attenzione particolare è data alla scuola pittorica di Bornholm, emersa agli inizi del Novecento quando alcuni modernisti, attratti dalla pittoresca Bornholm e dall'isola di Christiansø, ne raffigurarono la natura e i paesaggi.
L'esposizione permanente include opere di Edvard Weie, Karl Isakson, Olaf Rude, Kræsten Iversen, Niels Lergaard e Oluf Høst. Inoltre numerosi dipinti e sculture rappresentano la vita artistica a Bornholm.
L'edificio che ospita il museo è stato creato dagli architetti Fogh & Følner Arkitekter nel 1993 e ampliato nel 2003, coprendo una superficie di 4000 metri quadri su tre piani nei pressi della sorgente curativa di Helligdomskilde.
L'attuale direttore è Lars Kærulf Møller.